# ایست ولی (نوادا)
ایست ولی (به انگلیسی: East Valley) یک منطقهٔ مسکونی در ایالات متحده آمریکا است که در نوادا واقع شده‌است. ایست ولی ۲۴٫۷ کیلومتر مربع مساحت و ۱٬۴۷۴ نفر جمعیت دارد و ۱٬۴۹۳٫۵۴ متر بالاتر از سطح دریا واقع شده‌است.